# Buctzotz (község)
Buctzotz község Mexikó Yucatán államának északkeleti részén. 2010-ben lakossága kb. 8600 fő volt, ebből mintegy 7500-an laktak a községközpontban, Buctzotzban, a többi 1100 lakos a község területén található 29 kisebb településen élt.

## Fekvése
Az állam északkeleti részén, a Mexikói-öböl partjától délre fekvő község teljes területe a tenger szintje felett legfeljebb 10 méterrel elterülő síkvidék. Az éves csapadékmennyiség 600 és 1000  mm körül van (északról délre haladva fokozatosan növekszik), de a községnek vízfolyásai nincsenek. A terület 93%-át rétek, legelők borítják.

## Népesség
A község lakóinak száma a közelmúltban gyorsan növekedett, a változásokat szemlélteti az alábbi táblázat:
| Év   | Lakosság |
| ---- | -------- |
| 1990 | 7115     |
| 1995 | 7748     |
| 2000 | 7959     |
| 2005 | 8379     |
| 2010 | 8637     |

## Települései
A községben 2010-ben 30 lakott helyet tartottak nyilván, de öt kivételével mind igen kicsi: 25 településen 10-nél is kevesebben éltek. Az öt nagyobb helység:
| Település                | Lakosság (2010) |
| ------------------------ | --------------- |
| Buctzotz (községközpont) | 7515            |
| X-Bec                    | 462             |
| La Gran Lucha            | 236             |
| Santo Domingo            | 186             |
| San Francisco            | 144             |